# Claude Joseph Vernet

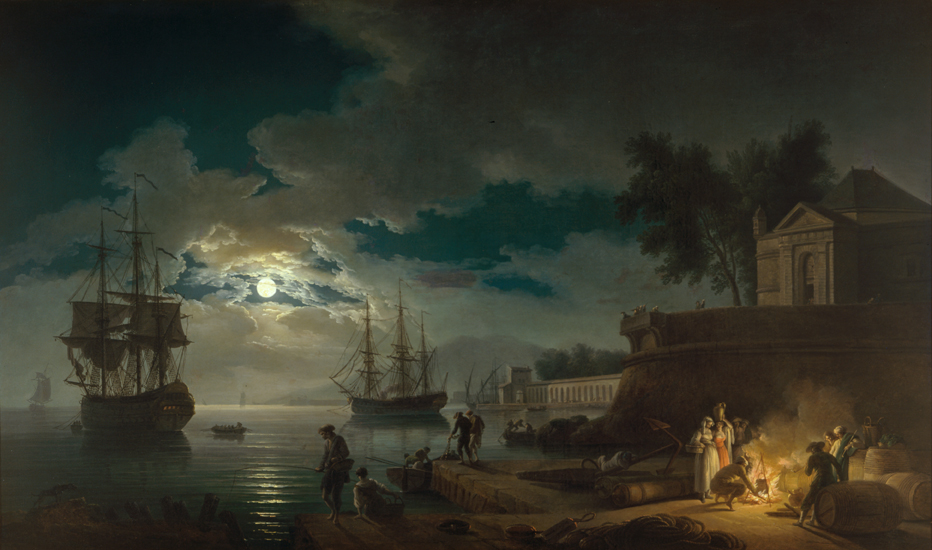
Puerto mediterráneo, posiblemente la pintura más reconocida de Vernet.

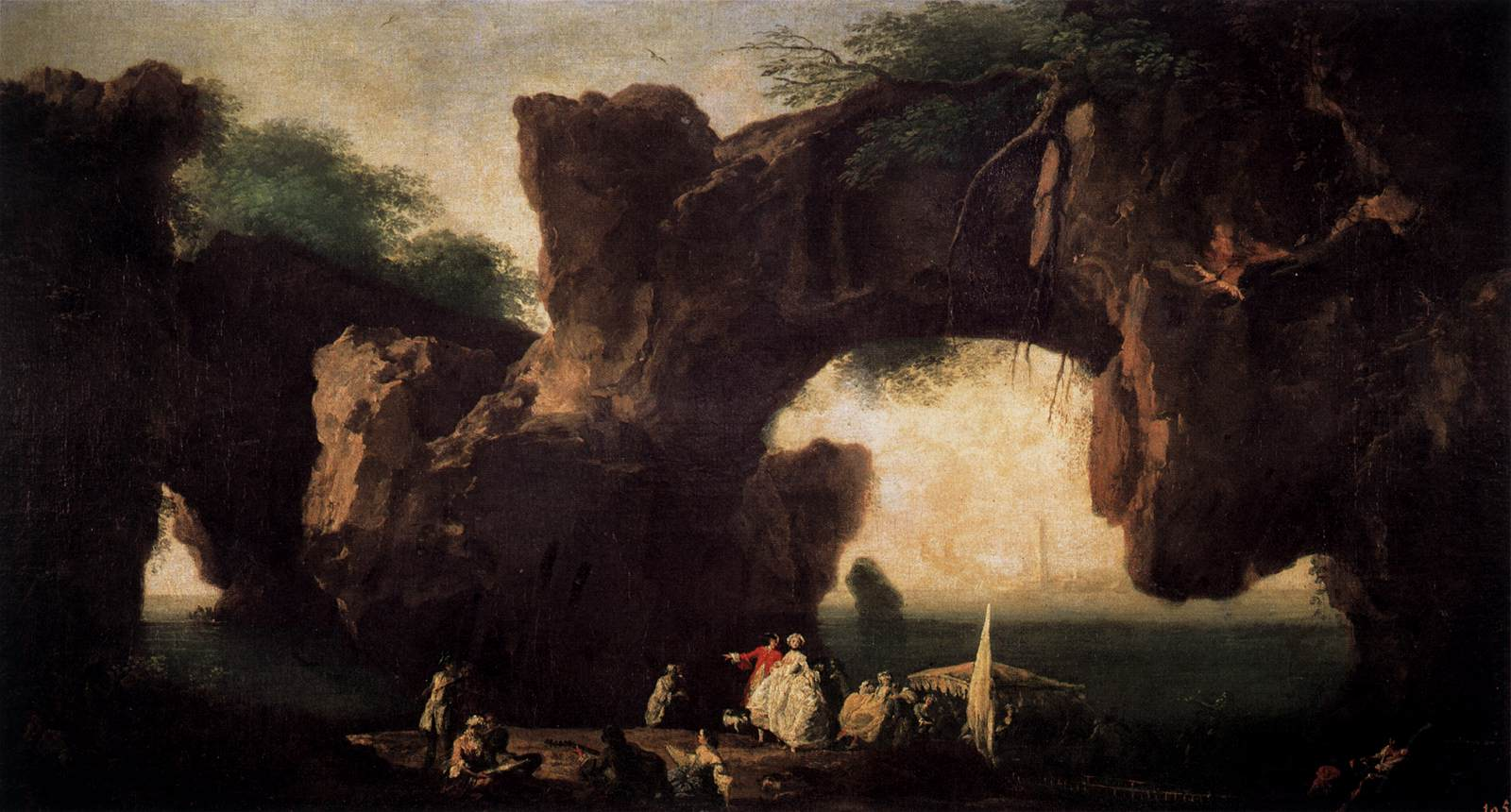
Vista de Sorrento, una de las tantas obras pintadas por Vernet estando en Suiza.

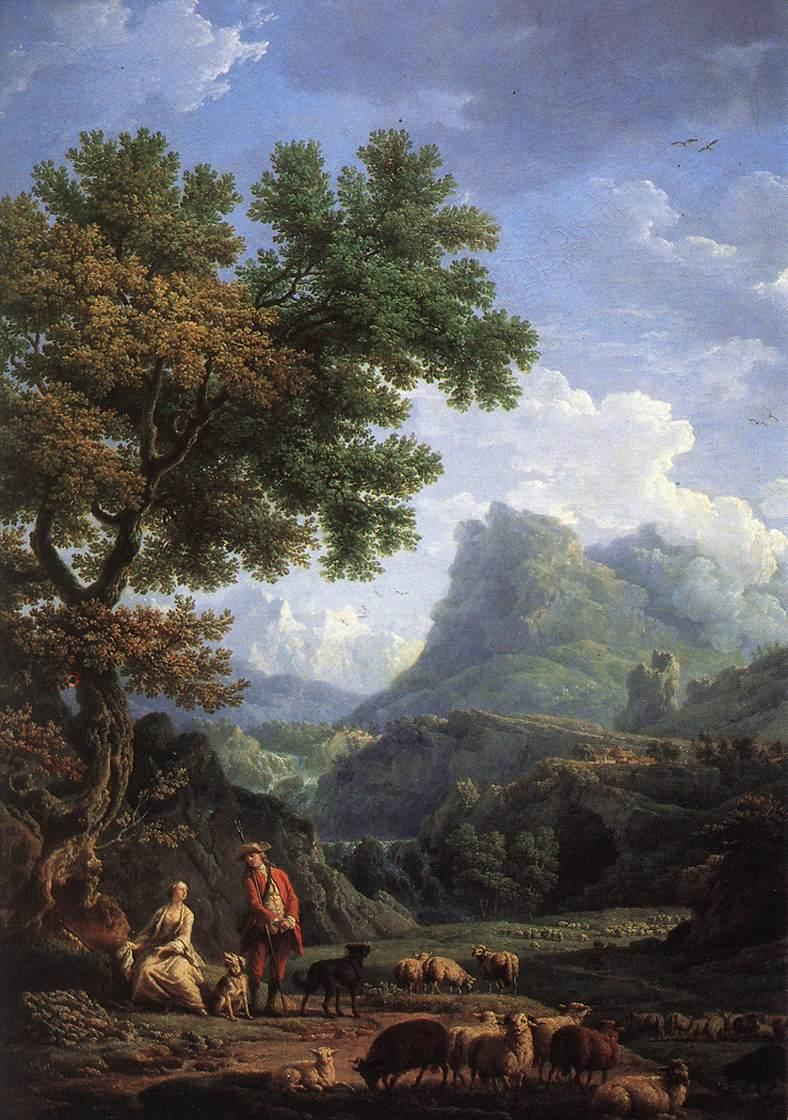
Pastor en los alpes, pintura de Vernet cuando estaba visitando los Alpes suizos.

Claude Joseph Vernet (Aviñón, Francia, 14 de agosto de 1714 - París, 3 de diciembre de 1789) fue un pintor francés del siglo XVIII. Primeramente centrado en los paisajes marinos, adquirió reconocimiento gracias a los turistas que hacían el Grand Tour, consiguiendo una reputación internacional de paisajista, logrando vender distintas obras pintadas en Italia de la campiña romana.
Trabajó la mayoría de su vida en Italia, hasta que (ya destacado en su rama) regresó a su país de origen y Luis XV de Francia le solicitó una serie de vistas de puertos de Francia, los cuales realizó y no finalizó en su totalidad. En 1765 comenzó a hospedarse en París, donde se mantuvo hasta 1778, cuando viajó a los Alpes de Suiza para estudiar y pintar los fenómenos geológicos que más tarde derivarían en pinturas como Paisaje quebrado o Vista de Sorrento, los cuales fueron un reflejo de su estadía en Italia como en la expedición a Suiza.

## Biografía
Antoine Vernet, su padre, era un pintor de cierta relevancia. Él fue su primer maestro y le introduciría en el mundo de la pintura. La etapa de aprendiz de Joseph Vernet transcurrió en el estudio de Philippe Sauvan, restaurando obras de arte sacro de iglesias cercanas, así como artículos de lujo de las clases adineradas del lugar.
Su hijo, Carle Vernet, y su nieto Horace Vernet siguieron el legado de Claude introduciéndose en el arte de la pintura.

## Vida artística y trayectoria

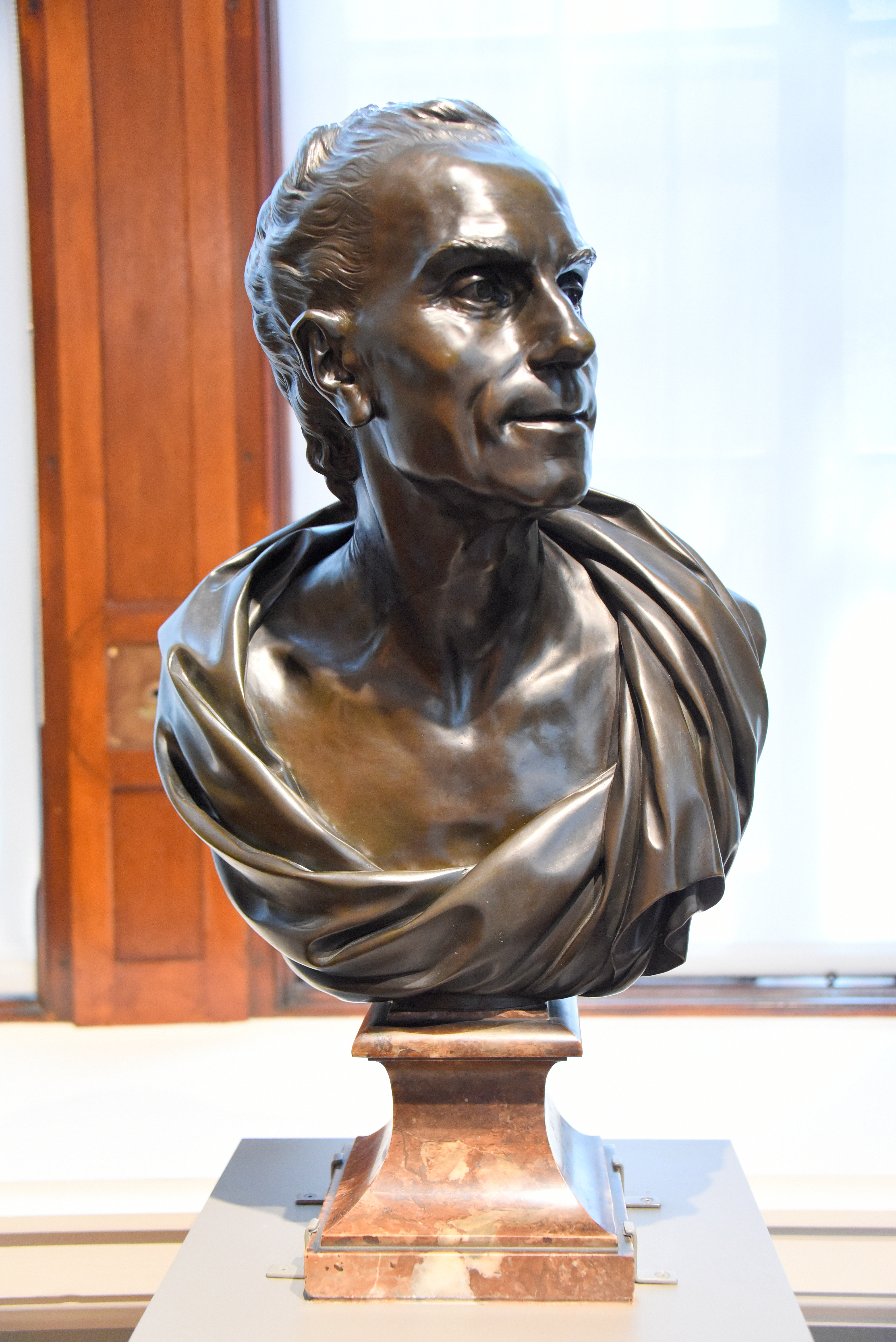
Busto de Claude-Joseph Vernet, por el escultor Louis-Simon Boizot (1783 dC). Se encuentra en el Museo de Victoria y Alberto, Londres.

#### Inicios
Vernet fue aprendiz de Jacques Vialia en su taller de Aix-en-Provence. Allí despertó el interés de Vernet por los paisajes. Sus obras más tempranas que se conservan tenían como destino la decoración del palacio del Marqués de Simiane, quien contrató al autor por recomendación de Joseph de Seytres, marqués de Caumont. Tres años más tarde, sería Seytres quien financiaría la visita de Vernet a Italia, con el fin de completar su formación artística y realizar para él dibujos de arte antiguo.

#### Incursión a los paisajes marinos
En 1734, Vernet se encontraba en Roma, donde pudo conocer el trabajo de Claudio de Lorena, el más importante paisajista del momento. Después de su llegada a Roma, ingresó en los estudios del pintor de ballenas Bernardino Fergioni y el paisajista marino Adrien Manglard. Manglard y Fergioni iniciaron a Vernet en la pintura de paisajes marinos. Se considera que tanto Vernet como Manglard superaron a su maestro (Fergioni). Algunos autores señalan que, a su vez, Vernet tenía "una vaguedad y un espíritu superior" a su maestro Manglard, que presentaba un "gusto firme, natural y armonioso".

#### Reconocimiento y demanda de arte
El pintor se fue haciendo conocido en el ambiente artístico romano, en buena parte gracias a la demanda de cuadros de vistas italianas por parte de los viajeros del Grand Tour. Con cierta convencionalidad en el diseño, propia de su época, combinaba la observación de la naturaleza con elementos sacados de su imaginación. Tal vez ningún pintor de paisajes supo incluir la figura humana como parte importante en el diseño del cuadro como él; en este sentido recibió la influencia de Giovanni Paolo Panini, a quien probablemente conoció en Roma.
En 1746 fue admitido en la Real Academia de Arte y logró exponer su arte en el salón de este llegando a más reconocimiento y buenas críticas. A partir de eso publicó obras como Cascada en Tivoli, Paisaje Marino, La Villa Ludovisi Park, entre otras.

#### Últimos trabajos
De regreso a su país en el año 1753, el rey Luis XV le encargó una serie de vistas de los puertos franceses, por lo que Vernet viajó a lo largo de la costa mediterránea y los puertos situados en el norte del país, sin embargo, pudo concluir únicamente 15 (los cuales se encuentran exhibidos en Musée de la Marine en París) y terminó abandonando el proyecto en el año 1765. Sin embargo, para esa época, las marinas, los paisajes tormentosos y de naufragios se habían convertido en su especialidad. Posterior a esto, Vernet, fue nombrado miembro oficial de la Academia de Bellas Artes.
En 1771 publicó una de sus obras más reconocidas, Puerto mediterráneo, afianzando su relación con el mar y los puertos, apreciada por la cantidad de detalles que tiene, hoy en día la pintura se encuentra exhibida en el Museo del Louvre.
En 1778 realizó un viaje a los Alpes suizos con el fin de estudiar los singulares paisajes montañosos del país. Allí consiguió hacer obras como Paisaje quebrado o Vista de Sorrento, que reflejan su vida en Italia y su estadía en Suiza.
Uno de sus últimos trabajos fueron seis obras encargadas por Carlos IV de España en 1781, en ese entonces príncipe de Asturias para decoración en la Casita del Príncipe ubicada en El Escorial.

## Fallecimiento
Vernet falleció de forma natural el 3 de diciembre de 1789 a los 74 años de edad, en su casa de Versalles, cercana al museo del Louvre.

## Legado
Su arte fue apreciada durante el Romanticismo y el Impresionismo, y al presente es un pintor muy cotizado. Sus obras se exhiben en los principales museos del mundo y en algunas colecciones particulares.

#### Sus obras en el mundo
En Francia, se exhiben aproximadamente dieciséis obras de Vernet, en su mayoría ubicadas en el Museo del Louvre.
En España, cinco de sus obras pueden encontrarse en el Museo del Prado, entre ellas Paisaje quebrado y Vista de Sorrento. Las otras tres formaron parte de un encargo de seis por el entonces Príncipe de Asturias, Carlos IV, para decorar la Casita del Príncipe de El Escorial. Cerca del Prado, en el Museo Thyssen-Bornemisza se pueden encontrar otros tres paisajes de Vernet, una de ellas, de nombre Noche: escena de la costa mediterránea con pescadores y barcas en calidad de préstamo como parte de la Colección de la Baronesa Thyssen que se exhibe allí. También se encuentra ‘Mar en calma’, realizado en 1748.
En Estados Unidos, se encuentra en 'El naufragio', de 1772, exhibido en la Galería Nacional de Arte.

## Tipo de arte e inspiración
El trabajo de Vernet se basa en la naturaleza, pero vista sin sentimentalismo ni afectación. El efecto general de su pintura es eminentemente decorativo. "Otros pueden saber mejor", dijo con orgullo, "cómo pintar el cielo, la tierra, el océano, pero nadie sabe mejor que yo cómo pintar una imagen". Su estilo se mantuvo relativamente estable a lo largo de su vida. En sus obras, los efectos atmosféricos se combinan con un sentido de la armonía.

## Galería de obras

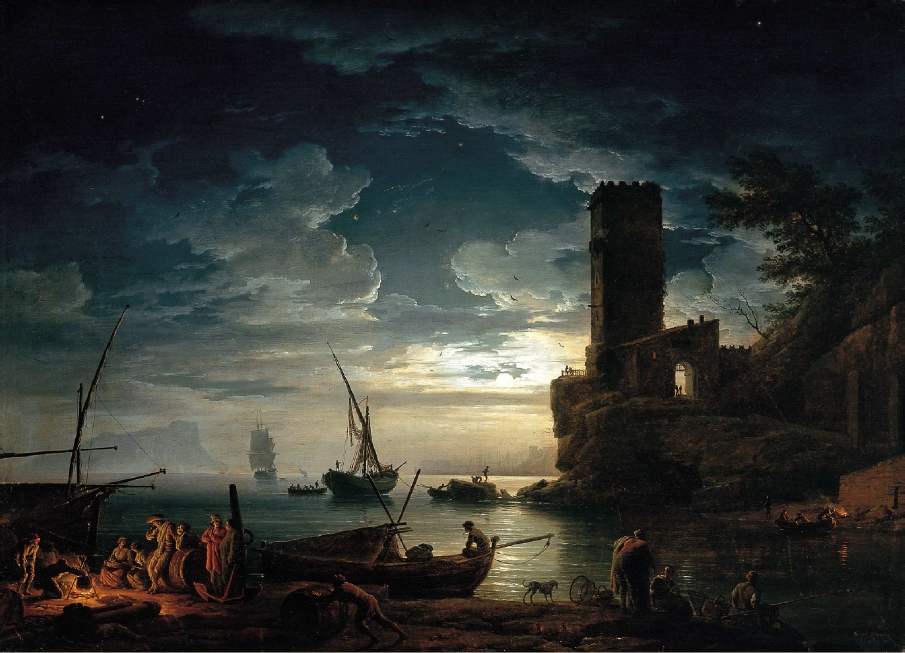
Vista nocturna de puerto con pescadores, 1753. Museo Thyssen-Bornemisza, Madrid.
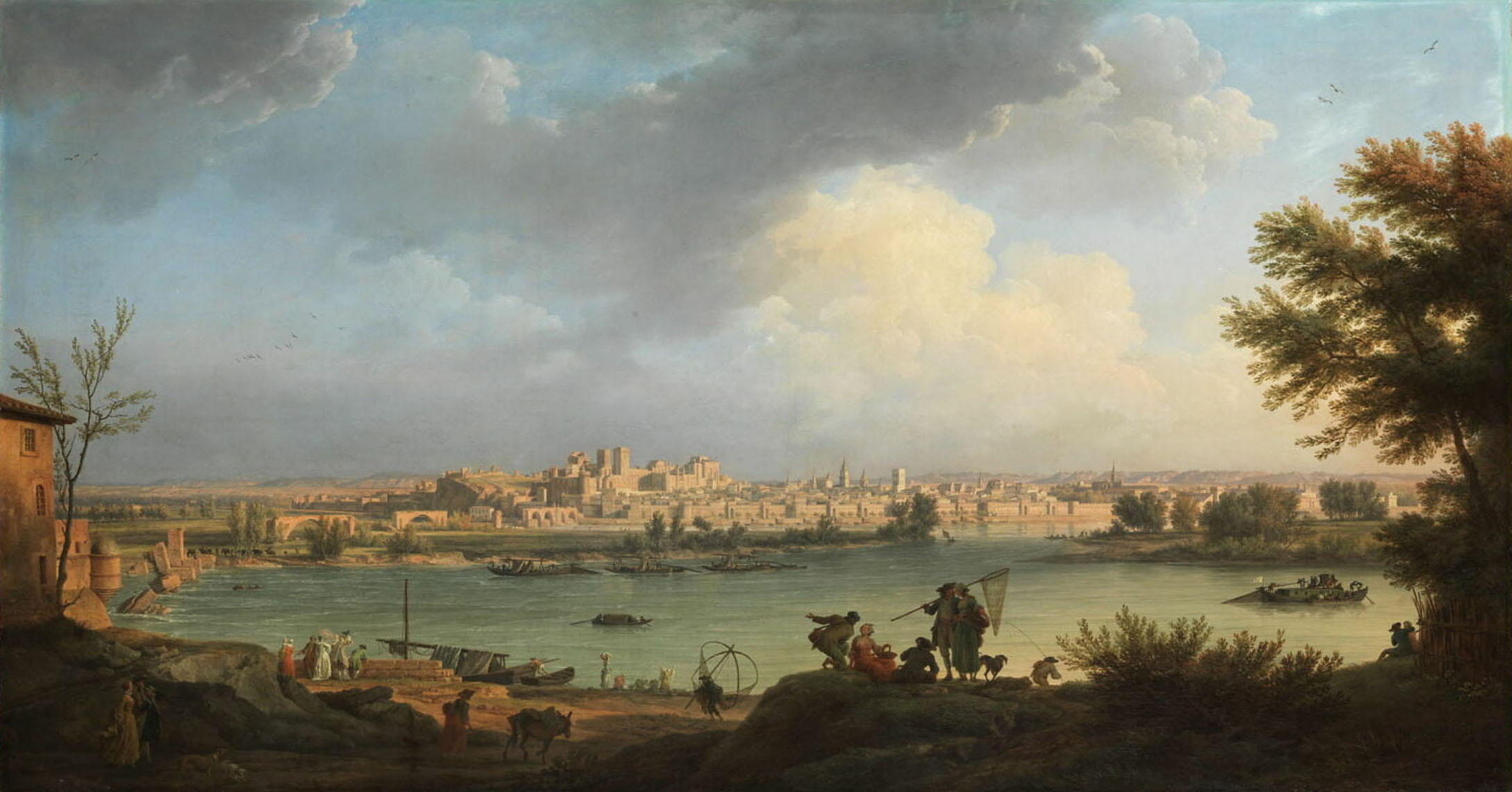
Vista de Aviñón desde el Ródano, 1756. Colección particular.
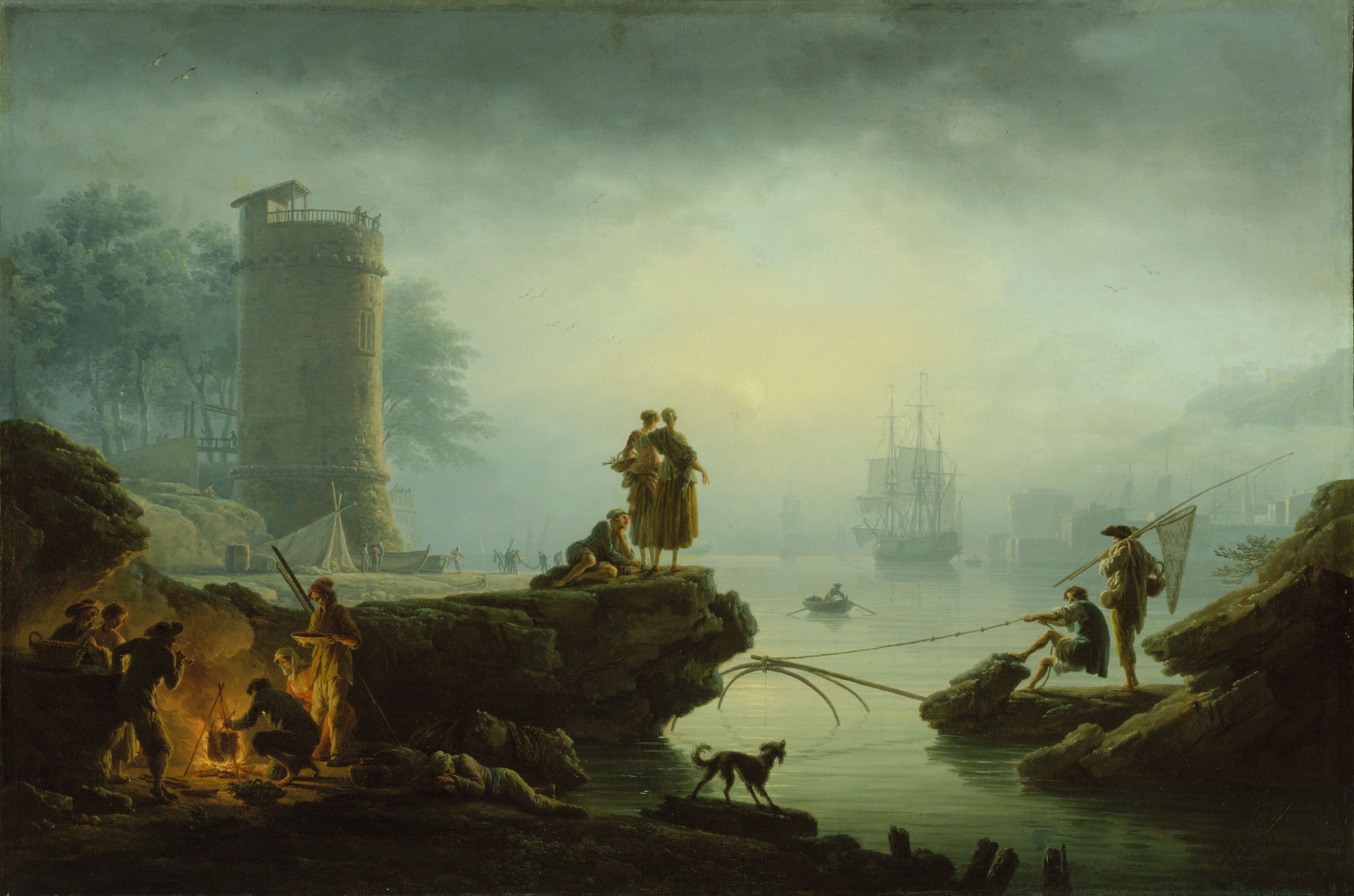
Morning, 1760. Exhibido en el Instituto de Arte de Chicago.
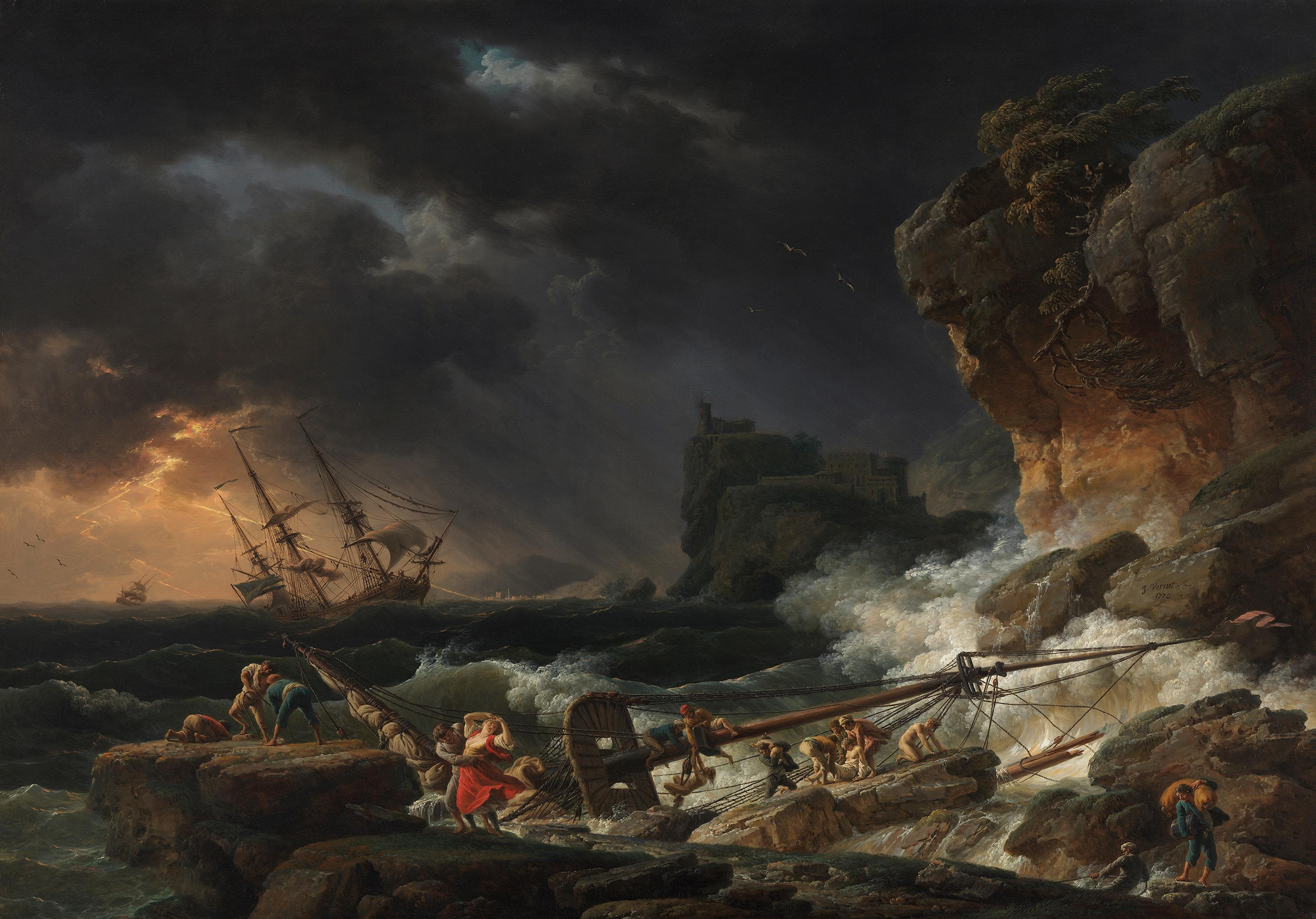
Tempestad marina con naufragio, 1770. Castillo de Schleißheim, Alemania.
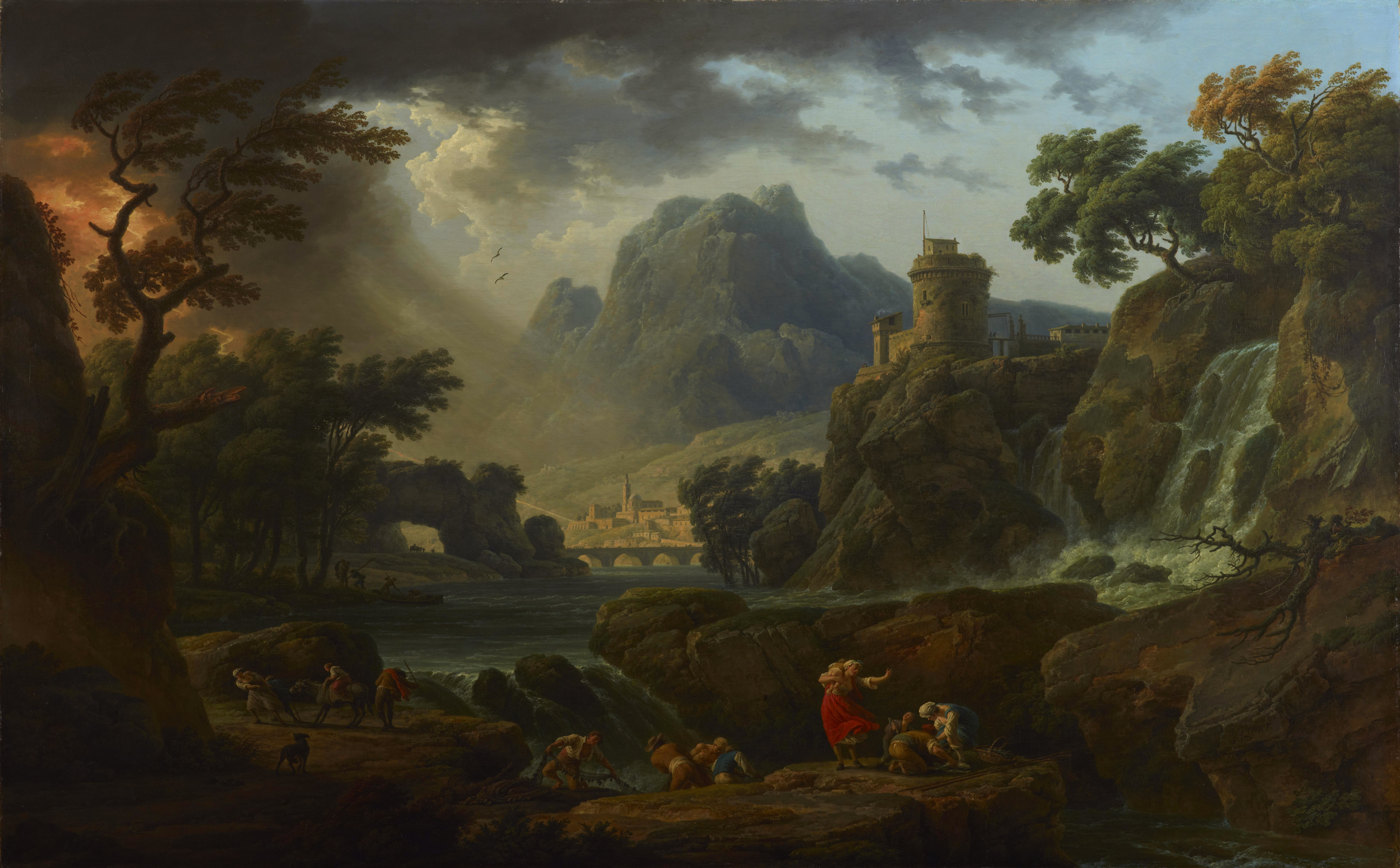
Paisaje montañoso con tormenta, 1775. Museo de Arte de Dallas.
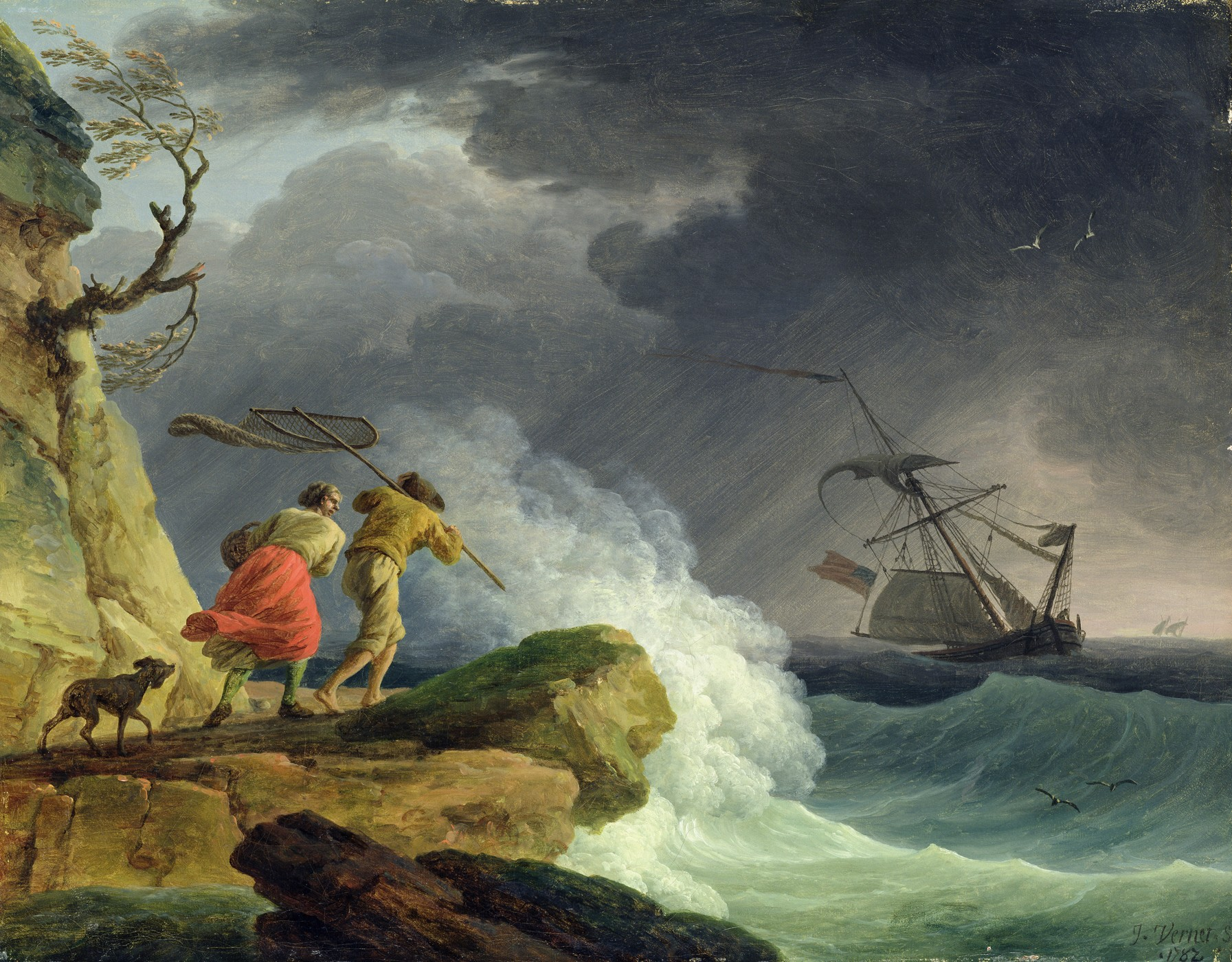
Paisaje costero con tempestad, 1782. Kunsthalle de Hamburgo.
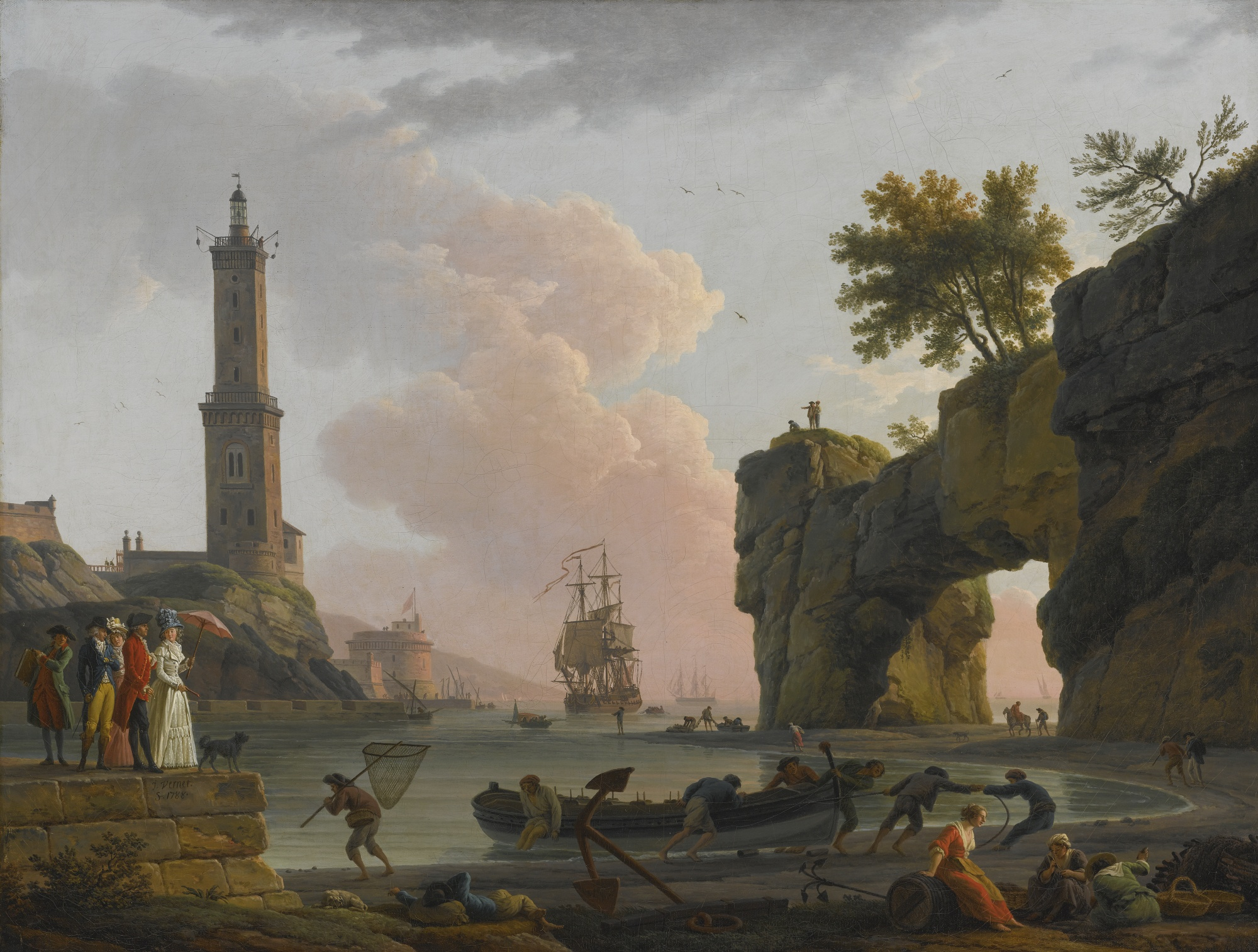
Puerto mediterráneo con la familia del artista, 1788. Colección particular.
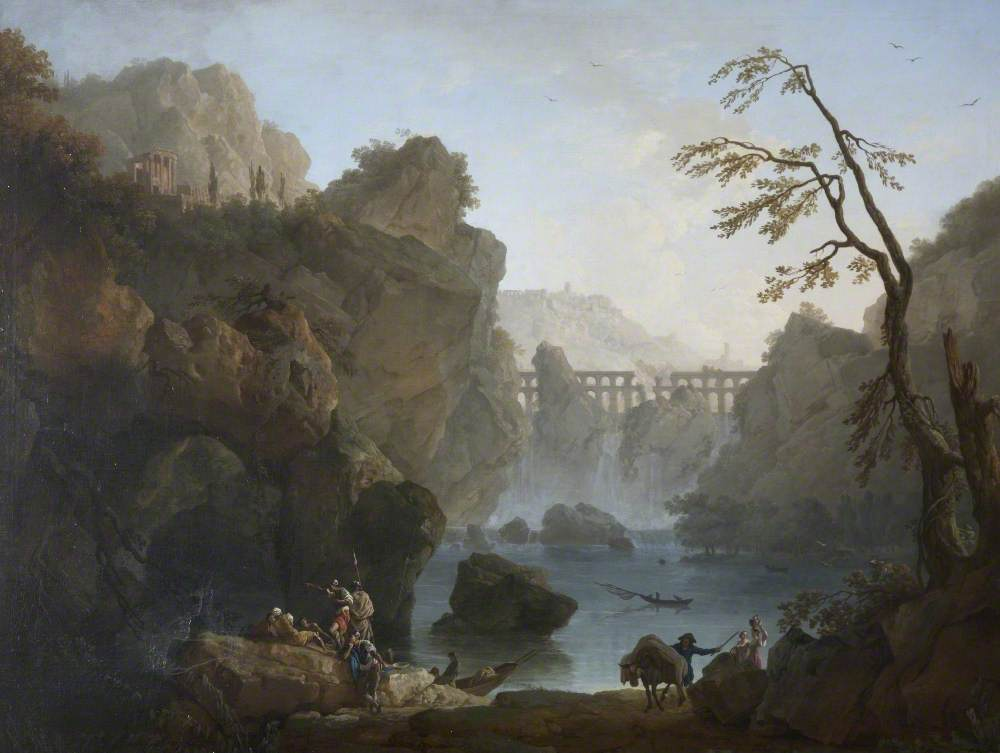
Evening, Tivoli, entre 1760 y 1789. National Trust